# 岩沢忠恭
岩沢 忠恭（岩澤 忠恭、いわさわ ただやす、1891年6月7日 - 1965年12月8日）は、日本の内務及び建設官僚、教育者、政治家。位階は従三位、勲等は勲二等。建設事務次官（初代）、参議院議員（3期）、日本大学教授。

## 経歴
1891年（明治24年）広島県広島市仁保（現在の南区）で仁保島村村長・岩沢熊助の長男に生まれ。県立広島中学（現広島県立国泰寺高校）を経て第三高等学校卒業。
1920年、日本大学教授（道路工学）として日本大学高等工学校（現在の日本大学理工学部・大学院理工学研究科）設立に参画。同大学で長らく教鞭を執った。また内務省土木局に属し、多くの道路整備、河川の改修・維持事業に携わる。1936年着工した新京浜国道の工事事務所長としてその建設に尽力。1947年のカスリーン台風による利根川の災害復旧や荒川改修工事、戸田漕艇場建設などにあたる。1927年の北丹後地震による震災復旧として京都府由良川の堤脚部にドイツ製鋼矢板を打ち込んだ強固な堤体は、岩沢の名をとって「岩沢堤」と呼ばれる。1942年内務省国土局道路課長に就任し、道路行政の中枢を掌握。
敗戦後の1945年10月、内務系技術者として初の国土局長兼内務技官となり、廃墟と化した戦災の復興と、相次ぐ台風による水害の復旧にあたる。GHQによる内務省の解体に伴う建設院の設置、建設省の発足に奮闘。兼岩伝一や赤岩勝美らの技官運動に担がれ、1948年初代の建設事務次官兼建設技監に就任し、戦後の建設行政の転換期にあって事実上の指揮を執る。歴代の事務次官は内務省から建設省まに至るまで、すべて事務官系で占められていたが、岩沢の次官就任により初めて技術畑からの次官が誕生し、以後、建設省技術者の地位向上の端緒となった。また、参謀本部第二部参謀渡邊正陸軍少佐と陸軍次官若松只一と協議し、陸地測量部を陸軍から内務省に移管させて、地理調査所（現在の国土地理院）を発足させ、こちらも初代の所長に就任。1947年初代日本道路協会会長、1948年土木学会長、1949年初代地盤工学会長の他、全国治水期成同盟会連合会、日本測量協会、全国測量業協会各会長、1965年第13回国際道路会議（東京）日本実行委員会委員長、日本河川協会副会長などを務めた。日本道路協会には「岩沢文庫」が設けられている。
1950年建設省退官後、参議院議員を3期務め、この間、国土開発縦貫道建設審議会委員、参議院予算委員長、建設委員長、党役職としては自由党政策審議会会長、自由民主党相談役、同会計監督、同広島県支部連合長を歴任した。
1965年4月の春の叙勲で、勲三等から勲二等に叙され、旭日重光章を受章する。
参議院議員在職中の1965年（昭和40年）12月8日、病気のため慶應病院で死去した。74歳没。翌9日、特旨を以て位一級を追陞され、死没日付をもって正四位から従三位に叙された。哀悼演説は同月3日、参議院本会議で中村順造により行われた。
行政・政治を通じて戦後日本の建設行政の基礎づくりを行い、道路整備事業育ての親ともいわれる人物である。
郷里広島関係では度重なる太田川の氾濫に対し30数年かけて太田川の改修工事を完成させた。その功績を称え、大芝水門脇の太田川工事事務所大芝出張所前に岩沢の胸像が飾られている。
著書に『道路』（1926年）、「道路の構造と舗装』（1934年）などがある。

## 年譜
- 1918年（大正7年）- 京都帝国大学工学部土木工学科卒、内務省入省
- 1920年（大正9年）- 日本大学教授（道路工学）
- 1942年（昭和17年）- 内務省国土局道路課長
- 1943年（昭和18年）- 防空総本部施設局土木課長
- 1945年（昭和20年）- 内務省関東土木出張所（現国土交通省関東地方整備局）長、内務省国土局長兼内務技官
  - 同年 - 地理調査所（現在の国土地理院）発足で所長に就任[14][15]
- 1948年（昭和23年）7月 - 建設事務次官兼建設技監
  - 同年-第36代土木学会長
- 1949年（昭和24年）- 初代地盤工学会長
- 1950年（昭和25年）- 退官
  - 6月-第2回参議院議員通常選挙全国区当選（自由党）
- 1952年（昭和27年）- 参議院予算委員長
- 1956年（昭和31年）- 第4回参議院議員通常選挙再選（自由民主党）
- 1959年（昭和34年）- 参議院建設委員長
- 1962年（昭和37年）- 第6回参議院議員通常選挙広島県選挙区当選